# St. Cyprian (Wildpoldsried)

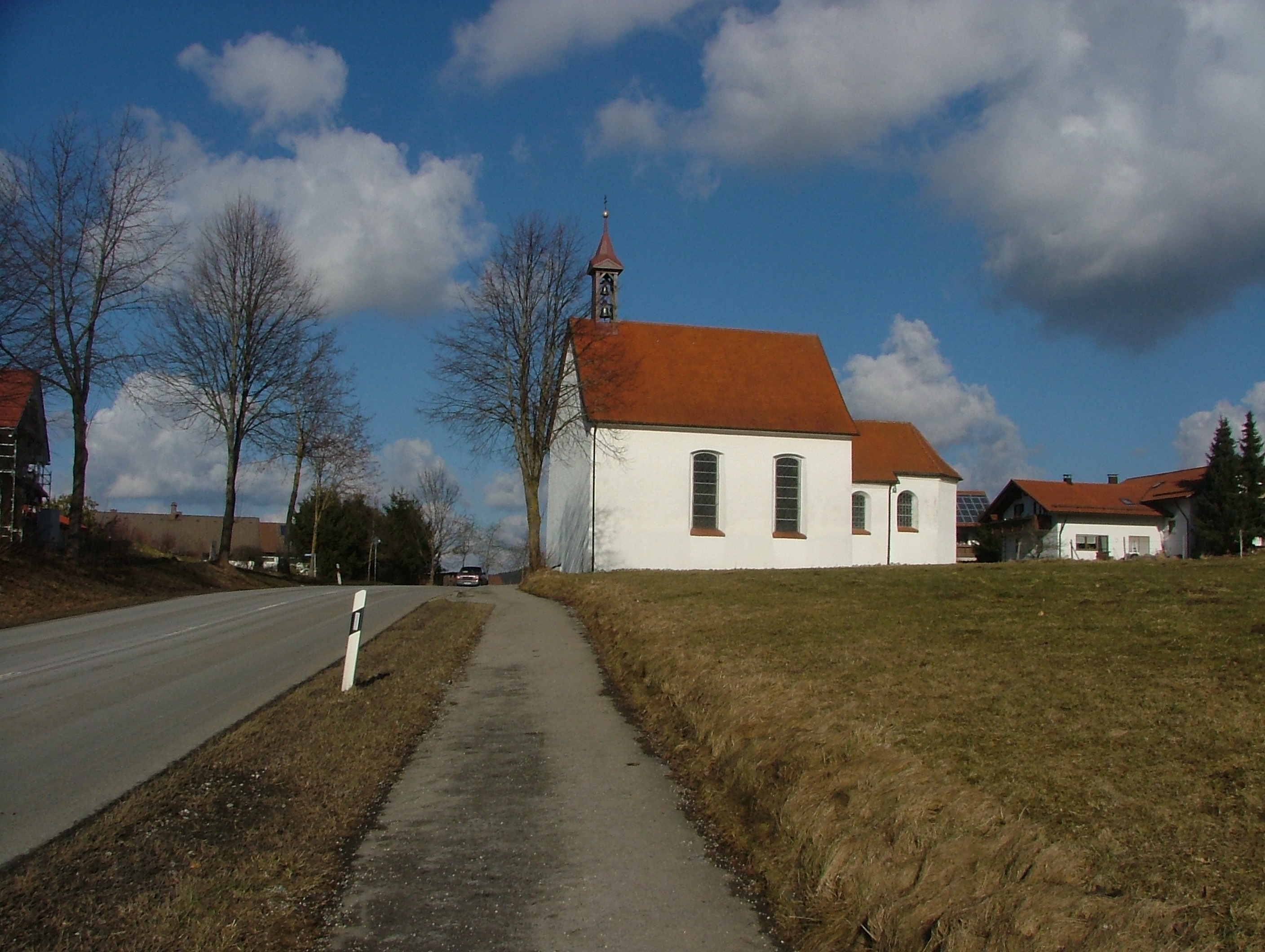
St. Cyprian in Wildpoldsried

Die römisch-katholische Kapelle St. Cyprian steht am südlichen Ortsende von Wildpoldsried, einer Gemeinde im schwäbischen Landkreis Oberallgäu in Bayern. Das Bauwerk ist in der Liste der Baudenkmäler in Wildpoldsried als Baudenkmal unter der Nr. D-7-80-147-2 eingetragen.

## Beschreibung
Der Chor der Saalkirche wurde unter Honorius Roth von Schreckenstein um das Langhaus erweitert. Über dem Satteldach des Langhauses erhebt sich im Westen ein offener Dachreiter, in dem übereinander zwei Kirchenglocken hängen. Der Innenraum des Langhauses ist mit einer Flachdecke überspannt, der des Chors mit einem gedrückten Tonnengewölbe. Über dem Chorbogen halten Putten das Schweißtuch der Veronika. Das Altarretabel des Hochaltars von 1741 ist ein Werk von  Johannes Zick. Über den seitlichen Durchgängen stehen die Statuen des Leonhard von Limoges und des Emmeram von Regensburg.